# Elaeagnus angustifolia
Olivier de Bohême, Chalef à feuilles étroites, arbre d’argent, arbre du paradis, olinet, éléagne à feuilles étroites
Espèce
Elaeagnus angustifolia (olivier de Bohême, arbre d’argent, arbre du paradis, olinet, éléagne à feuilles étroites, chalef à feuilles étroites) est une espèce de plantes à fleurs de la famille des Elaeagnaceae. C'est un arbuste largement répandu en Asie centrale et de l'ouest, au sud de la Russie, au Kazakhstan, en Turquie et en Iran. Ses fleurs parfumées, ses fruits comestibles et son aspect argenté lui ont valu d'être cultivé ailleurs dans le monde, mais cet Elaeagnus est devenu envahissant dans certains pays.

## Description

### Appareil végétatif

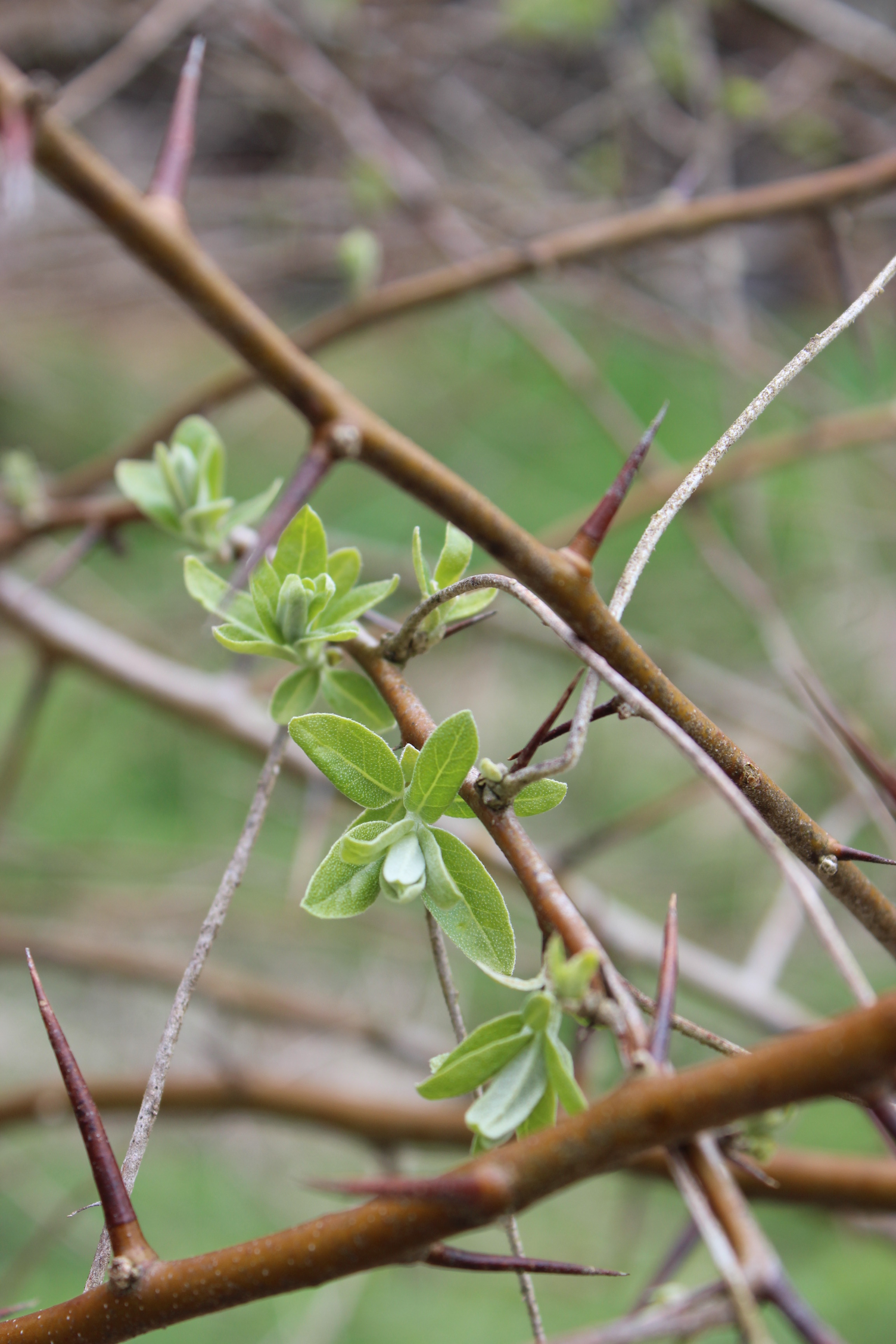
Jeunes feuilles

C'est un arbuste ou arbrisseau à croissance rapide, qui atteint environ 7 mètres de hauteur, en fait de 2 ou 3 m jusqu'à 10 à 12 m,,,.
Sa racine pivotante présente un système de racines latérales bien développées. Les rameaux sont couverts, lorsqu'ils sont jeunes, d’écailles argentées ou rousses. Par la suite, les écailles tombent progressivement et les rameaux deviennent brun-rouge luisant. En vieillissant, l'écorce devient grise et striée. Branches et rameaux portent souvent des épines acérées qui mesurent de 0,7 à 3 cm de long.
Les feuilles, vert terne lorsqu'elles sont jeunes, se couvrent d’écailles et ont une couleur pouvant aller de l'argenté au rouge-rouille, généralement plus argentée sur la face inférieure qui est plus riche en écailles. À maturité, les écailles tombent et les feuilles deviennent d’un vert plus soutenu. Elles sont portées par un pétiole court (5  à   8 mm) et ont une disposition alterne. Elles sont entières, simples, de forme lancéolée à ovale. Elles mesurent de 4 à 8 cm de long et de 1 à 2,5 cm de large,.

### Appareil reproducteur
Les fleurs mellifères, à odeur sucrée, apparaissent à la fin du printemps ou au début de l'été, soit de mai à juin ou juillet sur son aire de répartition naturelle,,,. Elles apparaissent au niveau de l’aisselle des feuilles, isolées ou par grappes de 2 ou 3. Ces fleurs ont une symétrie radiale et sont portées par un pédicelle court d’environ 2 mm de long.
Dans l'ensemble, la fleur mesurent environ 1 cm de long,,. La corolle est absente,, ce sont les sépales qui font office de pétales. Les quatre sépales sont partiellement soudés en cloche ou en entonnoir dont la base (= hypanthe) est renflée, charnue, et englobe l'ovaire. La partie soudée des sépales représente un peu moins de 50 % du calice et mesure 5 ou 6 mm de long pour 2,5 à 5 mm de large. La 2e moitié des sépales forme 4 lobes libres, grossièrement triangulaires, avec une ouverture de 5 à 10 mm. L'extérieur de ce calice est blanc argenté, parfois tirant vers le crème argenté, car il est recouvert d’écailles ; il présente parfois à maturité quelques minuscules glandes jaunâtres. L'intérieur du calice est d'un jaune franc, avec parfois quelques glandes brunâtres.
Les quatre étamines, à anthères oblongs, dépassent à peine du calice. Le pistil ne possède qu'un seul carpelle et un seul style. Ce dernier est légèrement courbe, dépasse à peine du calice, et porte un stigmate légèrement déporté sur le côté du style situé vers l'extérieur. L'ovaire est supère, mais enclos dans l'hypanthe, ce qui donne l'impression qu'il est infère.
La pollinisation est entomogame ; les insectes sont attirés par l'odeur de miel des fleurs et par leur production de nectar.
Les fruits apparaissent à la fin de l'été ou à l'automne (d'août à octobre dans l'aire de répartition naturelle de l’espèce). Bien qu'ayant l'apparence d’une drupe ou d'une baie, ces fruits sont en réalité composés d’un akène englobé dans l'hypanthe devenu charnu. Ils ont la forme d'une petite olive ou d’une petite datte, couverte d'écailles argentées qui deviennent moins nombreuses tandis que la maturité augmente. Sous les écailles, la peau du fruit devient jaune-orangé ou orange, tirant souvent vers le brun-rouge à maturité. Ces fruits mesurent de 0,7 à 2,5 cm de long pour 0,5 à 1,3 cm de large,. Le fruit est comestible et sucré, mais avec une texture farineuse,. La « graine », qui est en vérité le vrai fruit, est un akène à forme oblongue, qui ne contient qu'une seule graine. Le poids de 1000 graines est d’environ 88 g (5160 graines par livre). Les graines sont généralement disséminées par les animaux qui mangent l'hypanthe charnu et rejettent l'akène plus loin, par exemple les oiseaux qui avalent le fruit et rejettent l'akène dans leurs excréments,. Il est envisageable de penser que la dissémination peut aussi se faire grâce à l'eau, car le fruit flotte.
Cette espèce présente 2n=28 chromosomes.

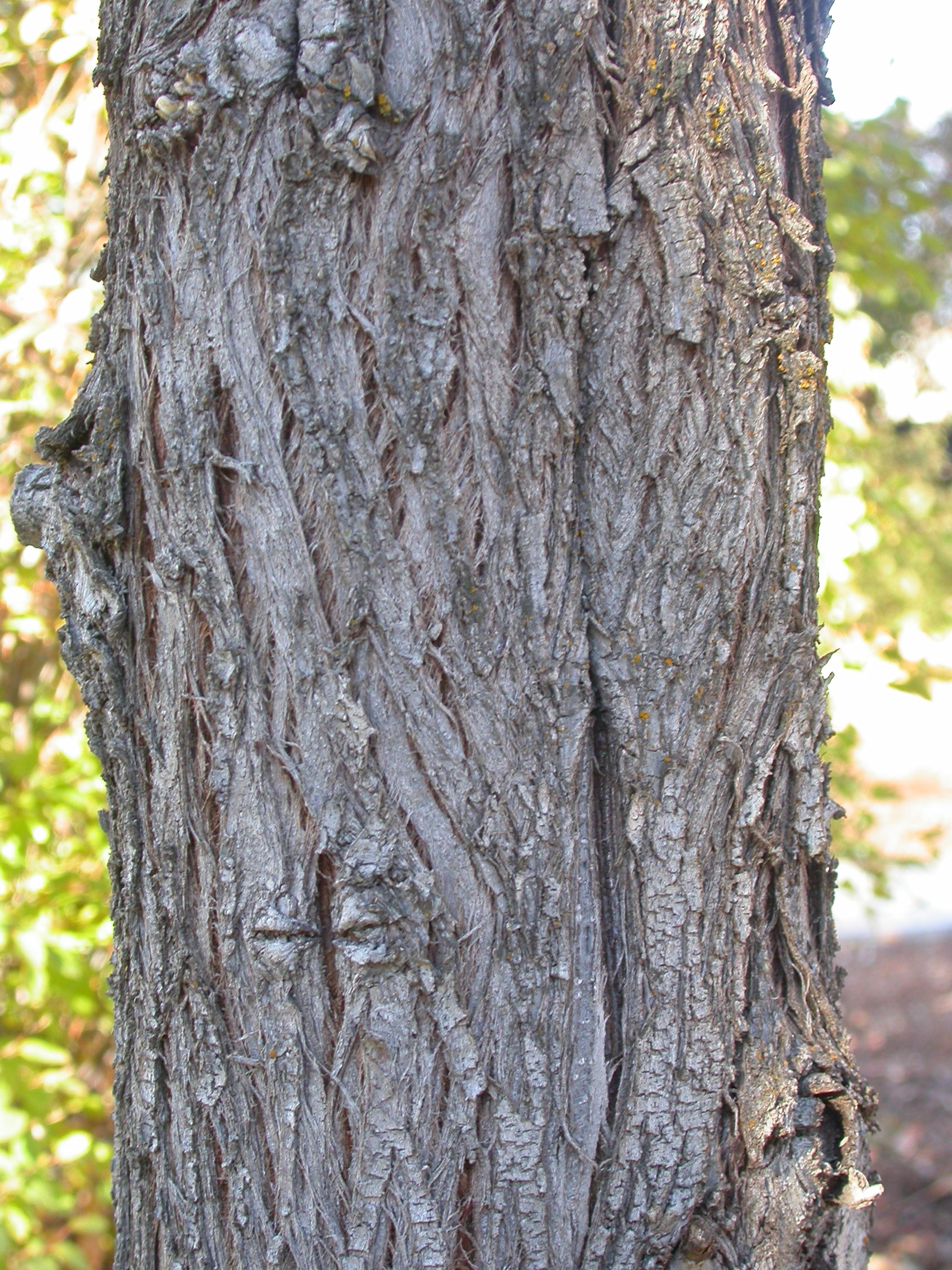
Écorce d'un vieux tronc.
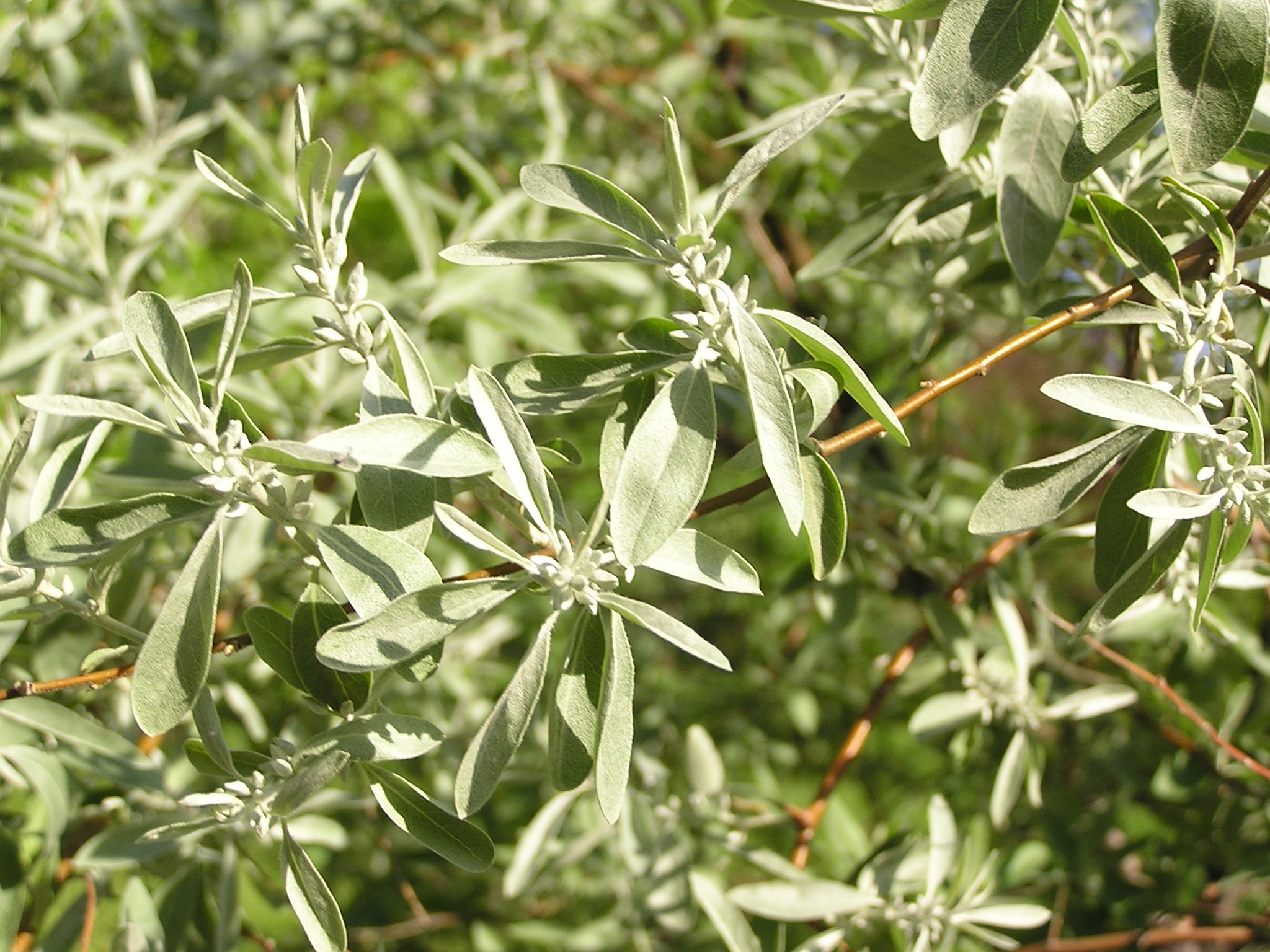
Rameau et feuillage.
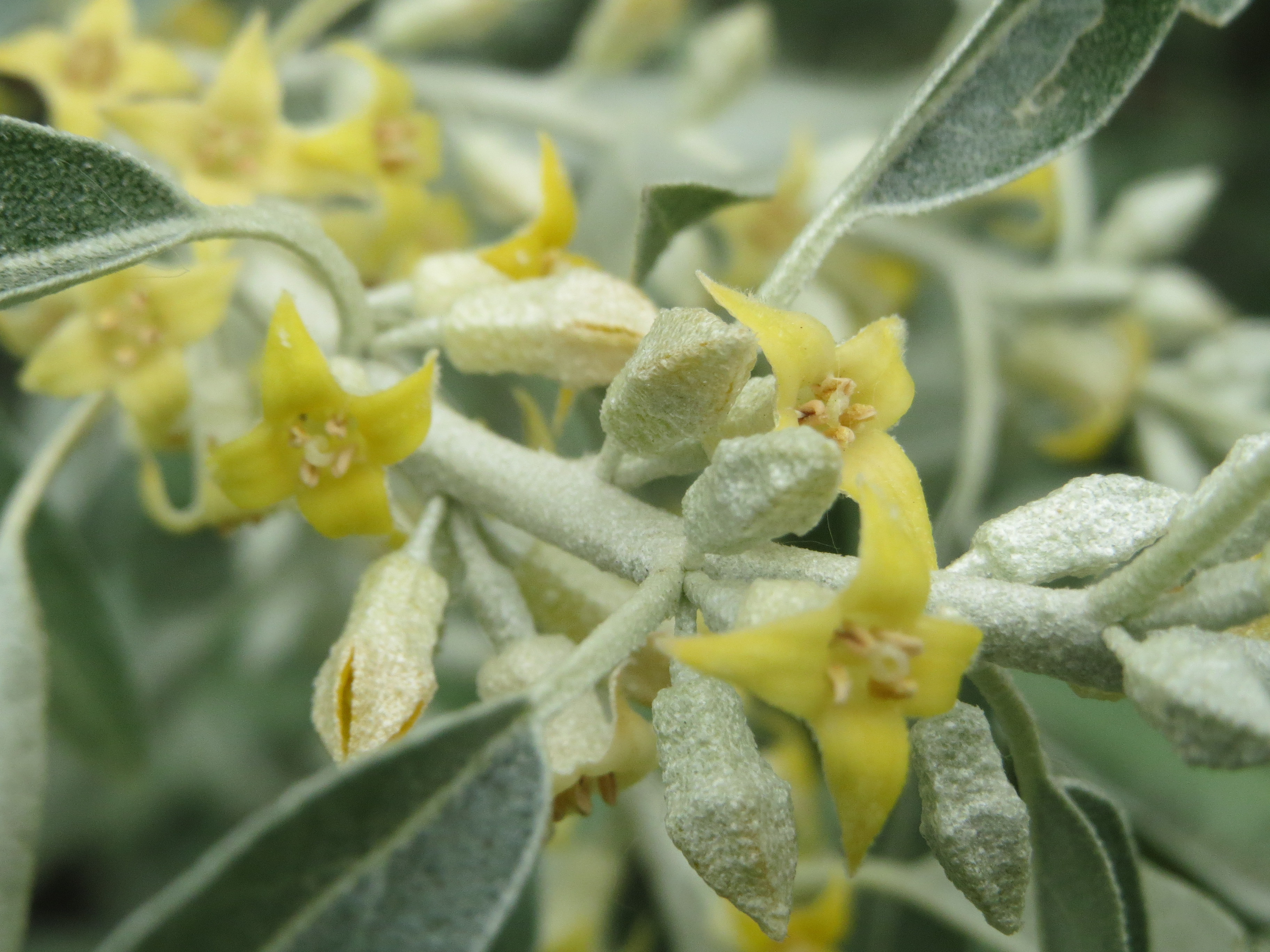
Détail des fleurs.
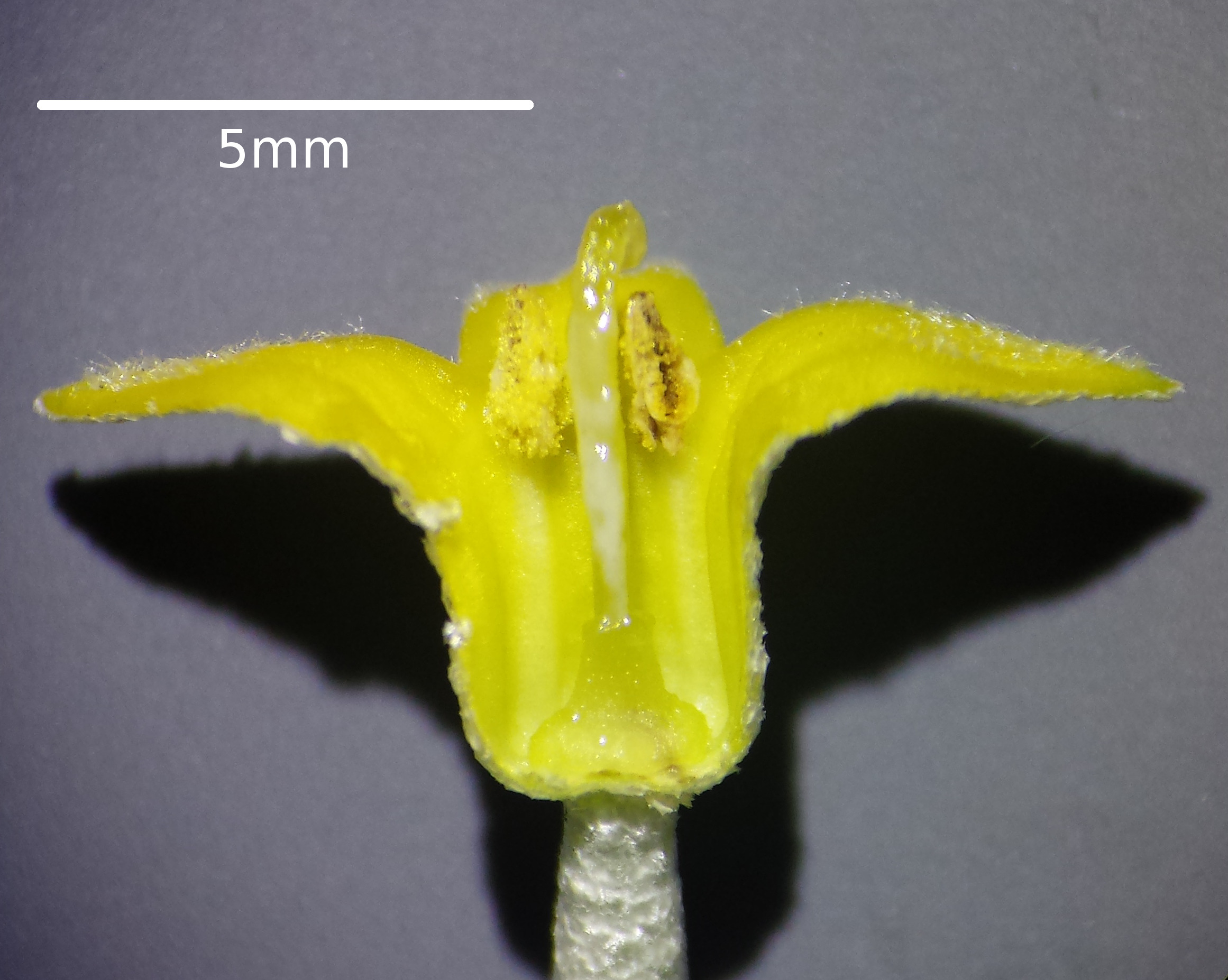
Coupe d’une fleur ; on voit l'hypanthe encore juvénile à la base du tube floral.
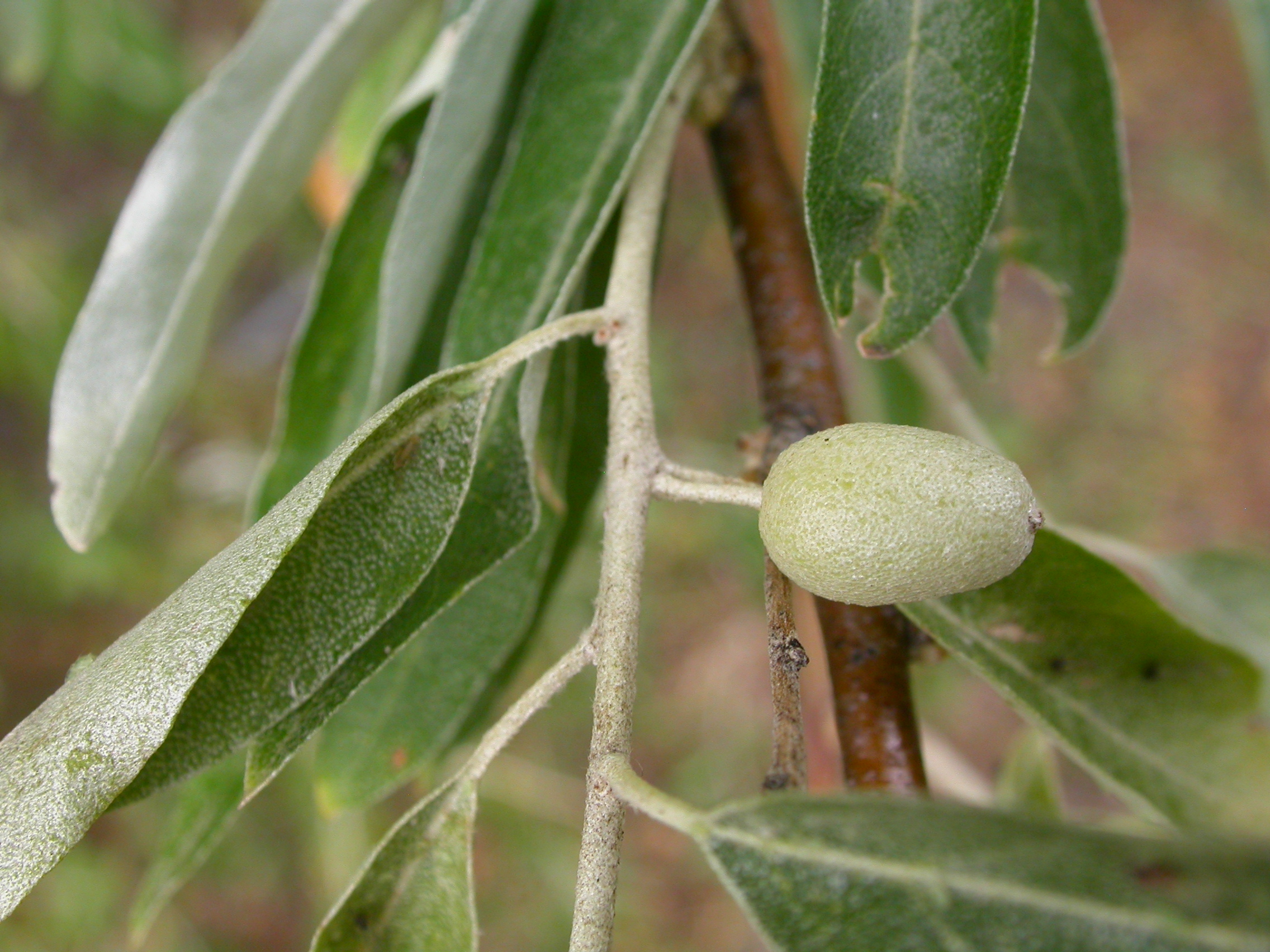
Fruit encore vert.
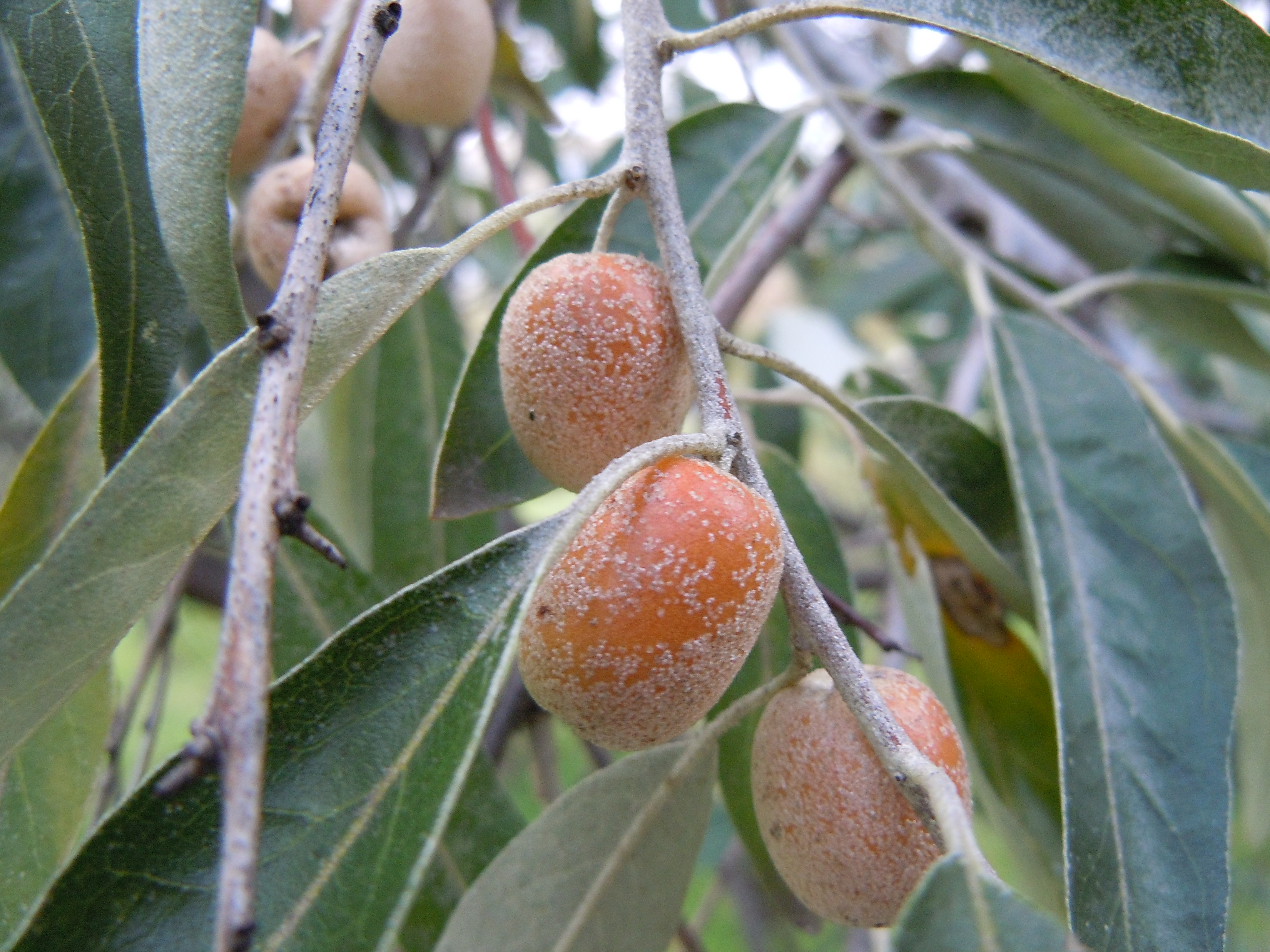
Fruits mûrs.
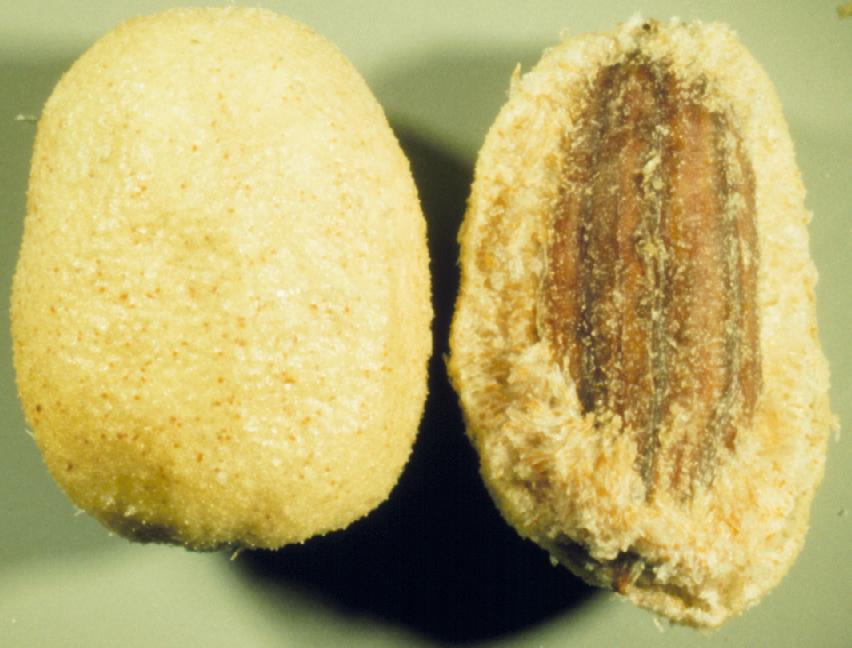
Coupe montrant l'akène englobé dans l'hypanthe charnu.
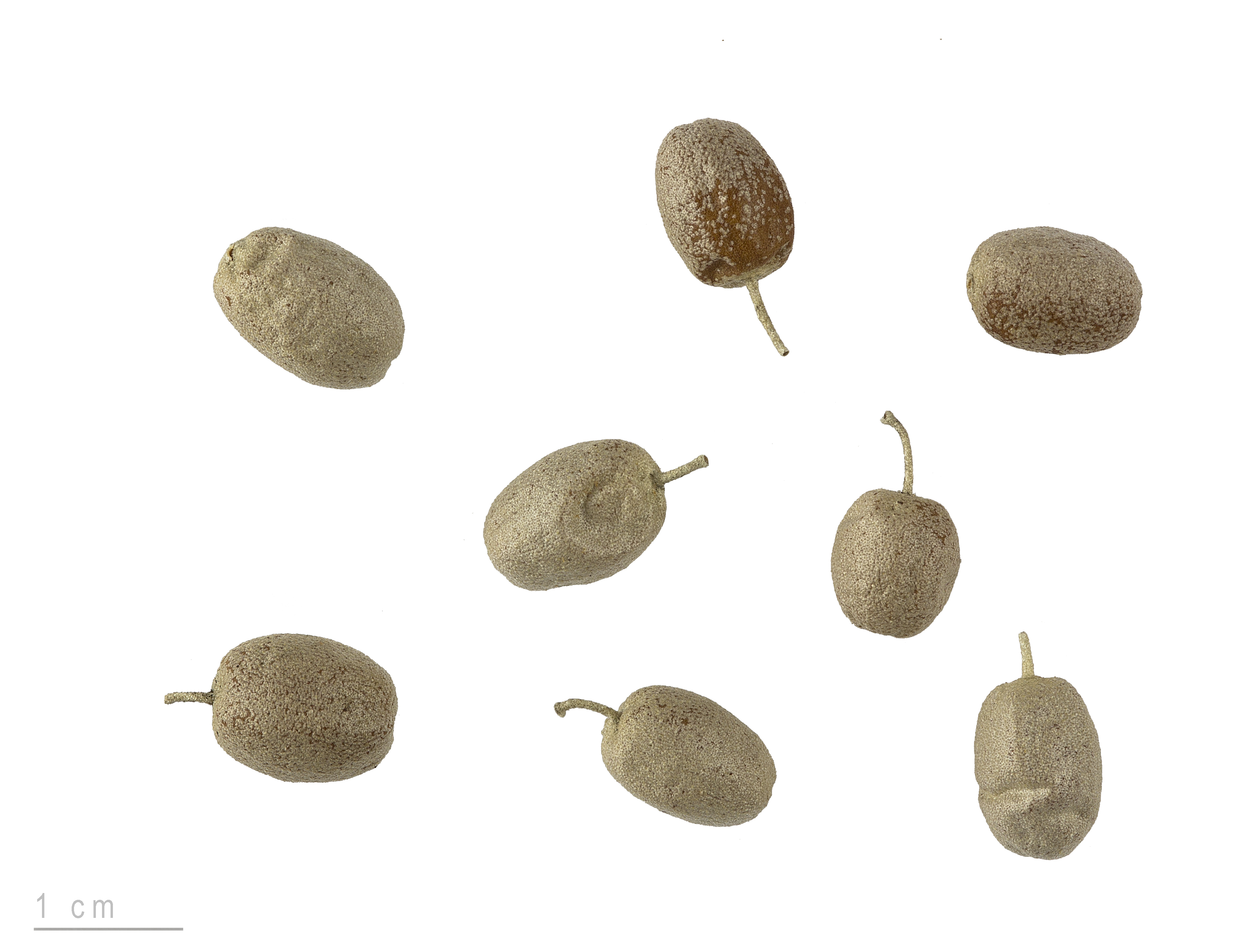
Elaeagnus angustifolia au Muséum de Toulouse.

### Espèces similaires

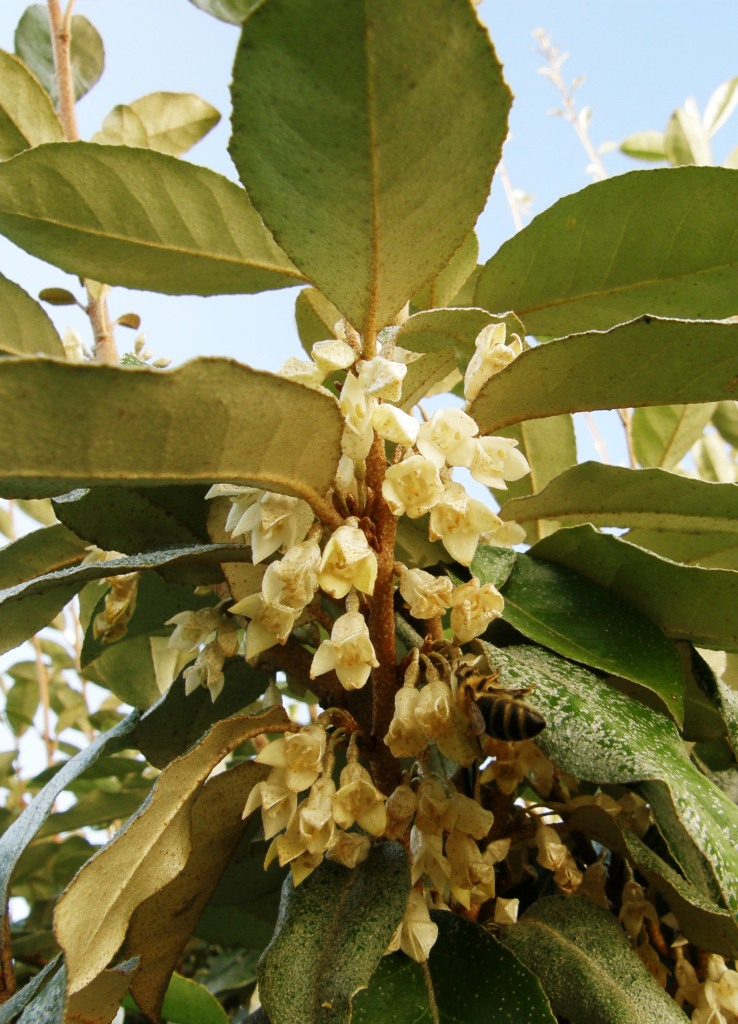
Elaeagnus × ebbingei, espèce similaire (feuilles et fleurs).

Elaeagnus ×ebbingei (ou Elaeagnus ×submacrophylla) est un hybride pouvant être confondu avec Elaeagnus angustifolia. Elaeagnus ×ebbingei est très largement cultivé dans le monde, notamment comme plante de haies, et peut parfois pousser de façon subspontanée. Mais cette espèce a des fleurs crème, sans jaune franc à l'intérieur, qui de plus apparaissent à la fin de l'été et à l'automne, et non à la fin du printemps et en été. De plus, ses feuilles sont nettement plus larges (voir photo ci-contre).
Elaeagnus x caspica, notamment la variété Quicksilver. C'est un hybride spontané et stérile entre Elaeagnus angustifolia et Elaeagnus commutata.

## Répartition et habitat

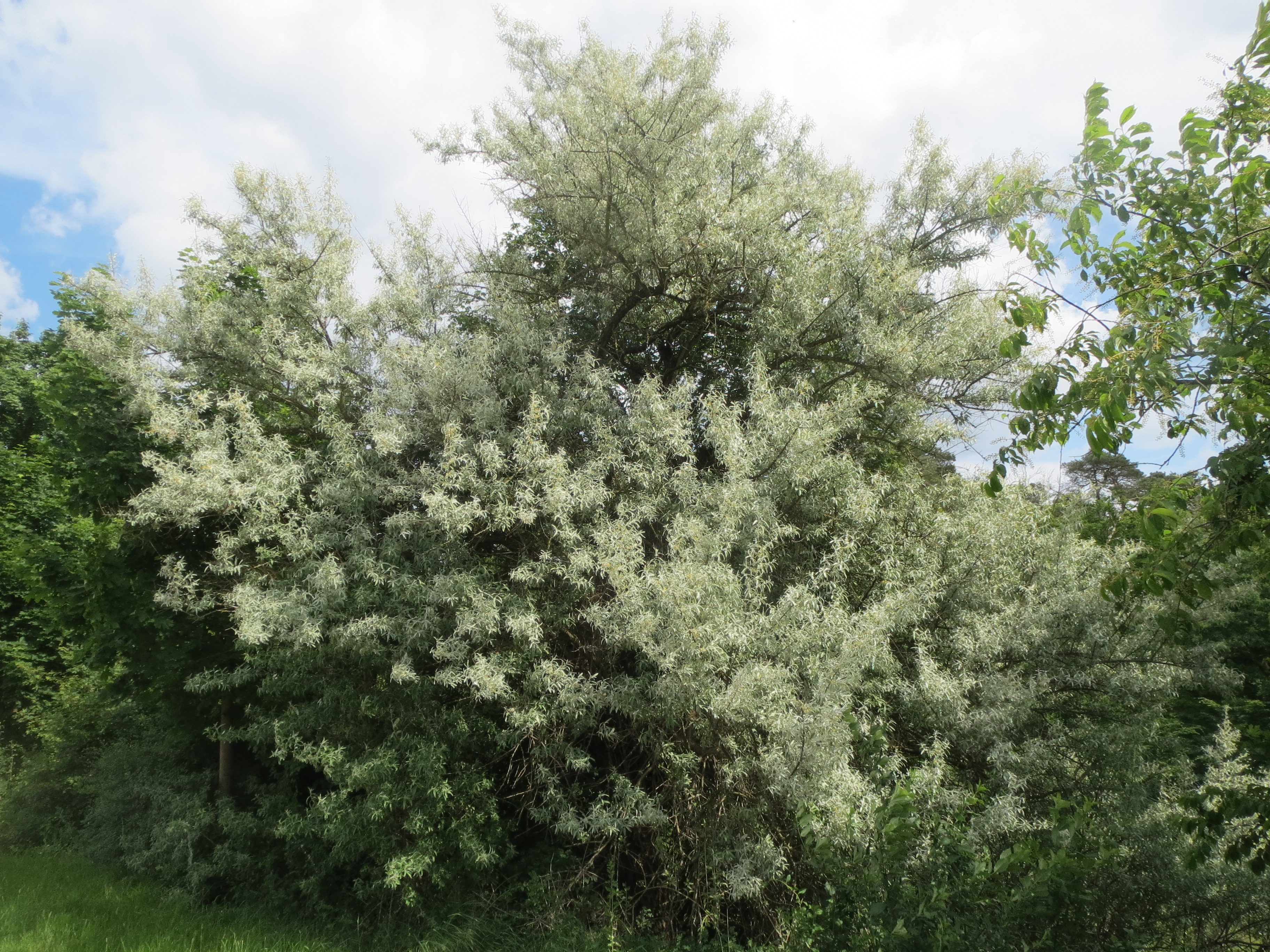
Olivier de Bohême cultivé dans la région de Schwetzingen, en Allemagne.

Elaeagnus angustifolia est originaire de l'Asie tempérée et tropicale (de la Chine et la Mongolie jusqu'aux frontières de l'Europe au nord et jusqu'en Iran et Turquie au sud) et de l'Europe de l'Est (Russie, Biélorussie et Moldavie). Elle est cultivée dans de nombreuses autres régions du monde et s'est naturalisée dans certaines, telle que l'Amérique du Nord ou le pourtour méditerranéen,.
Elle pousse à des altitudes généralement inférieures à 2 000 m. On la trouve souvent près de l'eau : côtes maritimes, rives de lacs et rivières, bordures de fossés, marais, plaines inondables, mais aussi dans le lit de rivières asséchées.
Elle présente une bonne résistance au froid, supportant des températures minimales jusqu'à près de −40 °C, mais craint les gelées printanières tardives. c'est plutôt une plante héliophile, n'aimant guère l'ombrage, même si les pousses sont plus tolérantes dans ce domaine que les adultes. Elle supporte une certaine aridité, mais pousse généralement dans des zones où les précipitations annuelles vont de 30 à 100 cm/an. Elle préfère les sols à texture moyenne ou grossière à ceux à texture fine, et sa fourchette de pH optimal est entre 6 et 9,5. Elle tolère la présence de calcaire (CaCO3) ou une salinité modérée, mais n'apprécie pas les sols anoxiques. Sa résistance aux incendies est très faible.

## Rôle écologique

### Fixation de diazote
Elaeagnus angustifolia est une des espèces actinorhiziennes du genre Elaeagnus. Des bactéries du genre Frankia vivant dans les nodules racinaires de l'Olivier de Bohème sont responsables de la fixation de l'azote de l'air. Cette symbiose lui permet de grandir sur des supports minéraux nus[réf. nécessaire].

### Espèce mellifère
Ses fleurs parfumées sont mellifères et attirent abeilles et autres insectes pollinisateurs.

### Plante envahissante

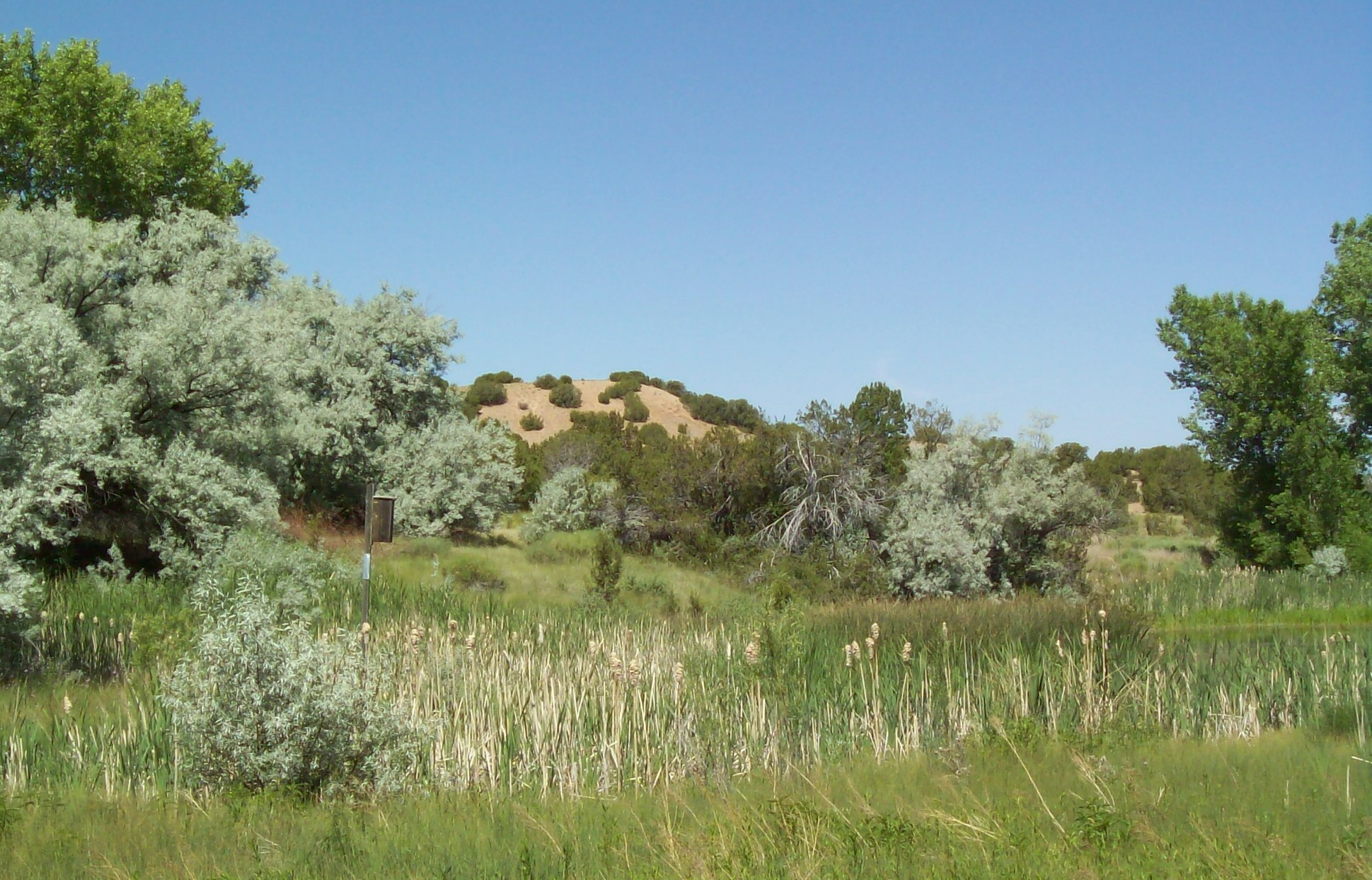
Oliviers de Bohême colonisant une rare zone humide dans le désert au Nouveau-Mexique aux États-Unis.

L'olivier de Bohême est considéré aux États-Unis comme une espèce envahissante. Sa tendance à s'adapter (voir « Répartition et habitat ») s'accompagne d'une bonne capacité reproductive : même si un fruit ne contient qu'une seule graine (voir « Description »), l'espèce est fructifère (un individu peut produire de nombreux fruits) et la durée de vie des individus est longue. Un individu abimé peut aussi produire des rejets et repousses ; mais cette espèce n'a pas tendance à se reproduire par multiplication asexuée, l'extension de l’espèce se fait essentiellement par le biais des graines. Dans certaines zones, telles que la Camargue ou le bord des étangs du Languedoc, on l'accuse de participer activement à la fermeture de milieux ouverts fragiles tels que les dunes et arrière-dunes, les prés salés ou les prairies humides, ainsi que d'avoir une tendance à évincer ou modifier la flore et la faune locale.

### Ravageurs de l'olivier de Bohême
Cet Elaeagnus est sensible à certains champignons vivant dans le sol (Verticillium albo-atrum, Verticillium dahliae) responsables de la verticilliose, maladie qui atteint aussi de nombreuses autres espèces.
Il est aussi sensible à divers champignons pathogènes provoquant des chancres, tels que Lasiodiplodia theobromae (=Botryodiplodia theobromae), Tubercularia ulmea et Nectria cinnabarina (=Tubercularia vulgaris), ainsi que Phomopsis arnoldiae.

## Appellations et systématique

### Appellations
Son nom commun « olivier de Bohême » vient de la ressemblance de ses fruits avec l'olivier, mais ces derniers sont des arbres d'une famille distincte (Oleaceae) ; quant à la Bohême, c'est une région de la République tchèque (cette espèce est native en l'Europe de l’Est) : les Anglais nomment cet Elaeagnus Russian olive, pour les mêmes raisons, mais aussi Trebizond date (« datte de Trébizonde »), car le fruit peut aussi ressembler à une petite datte, Trébizonde étant l'ancien nom de Trabzon, en Turquie, où l'espèce est native. Le nom « arbre d’argent » est dû aux écailles argentées qui couvrent les jeunes rameaux, les feuilles, l'extérieur des fleurs et les fruits.

### Taxonomie
Cette espèce a été décrite en 1753 par Carl von Linné dans son ouvrage Species plantarum.

## L'Olivier de Bohême et l'Homme

### Culture

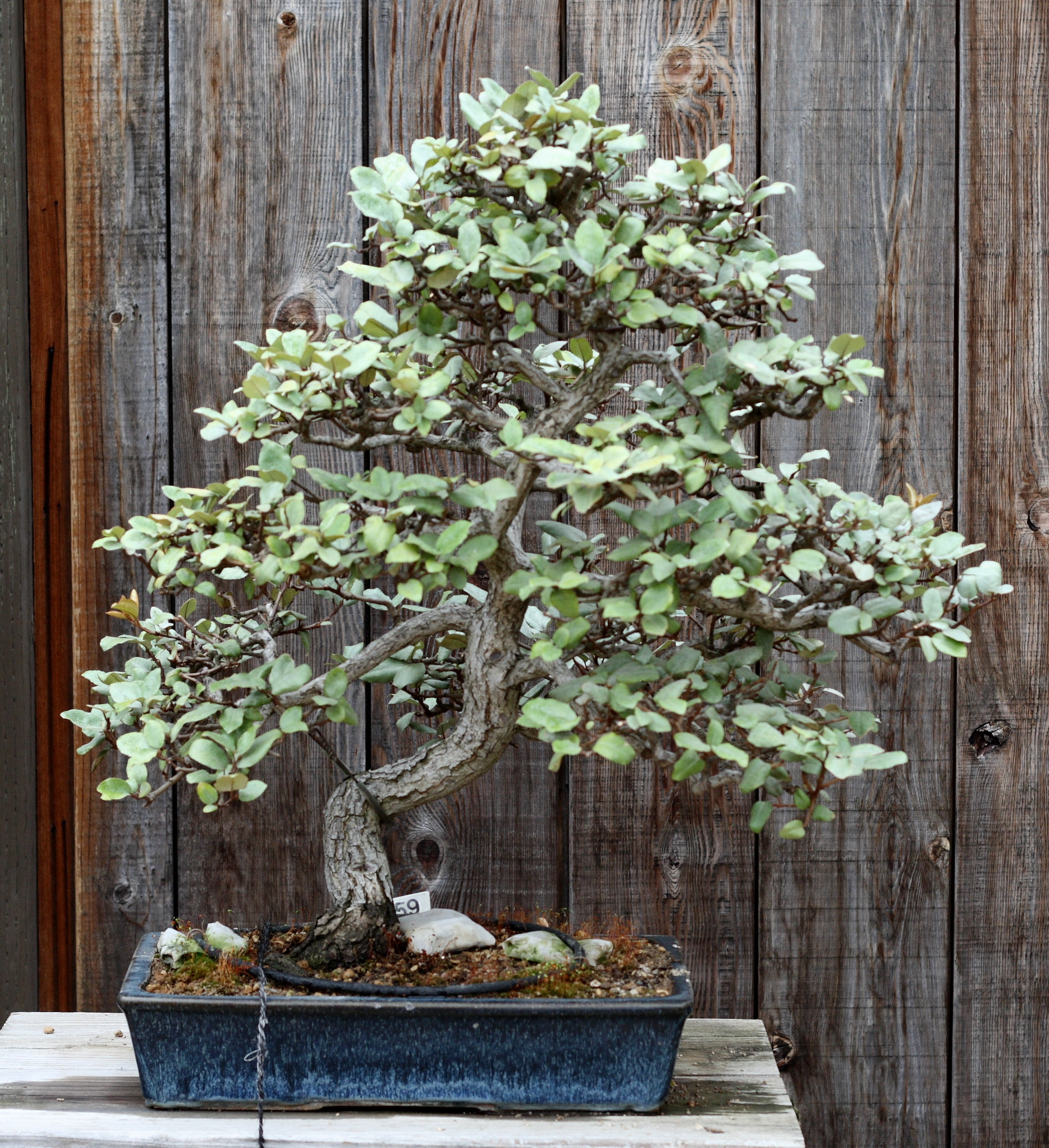
Olivier de Bohême cultivé en bonsaï

D'abord cultivé en Allemagne en 1736[réf. nécessaire], l'arbuste est maintenant largement cultivé en Europe méridionale et centrale en tant que plante ornementale : pour ses fleurs parfumées, ses fruits comestibles, son feuillage argenté attrayant et son écorce sombre. Il a été introduit en Amérique du Nord à la fin du XIXe siècle[réf. nécessaire].

### Usages
- Plante ornementale

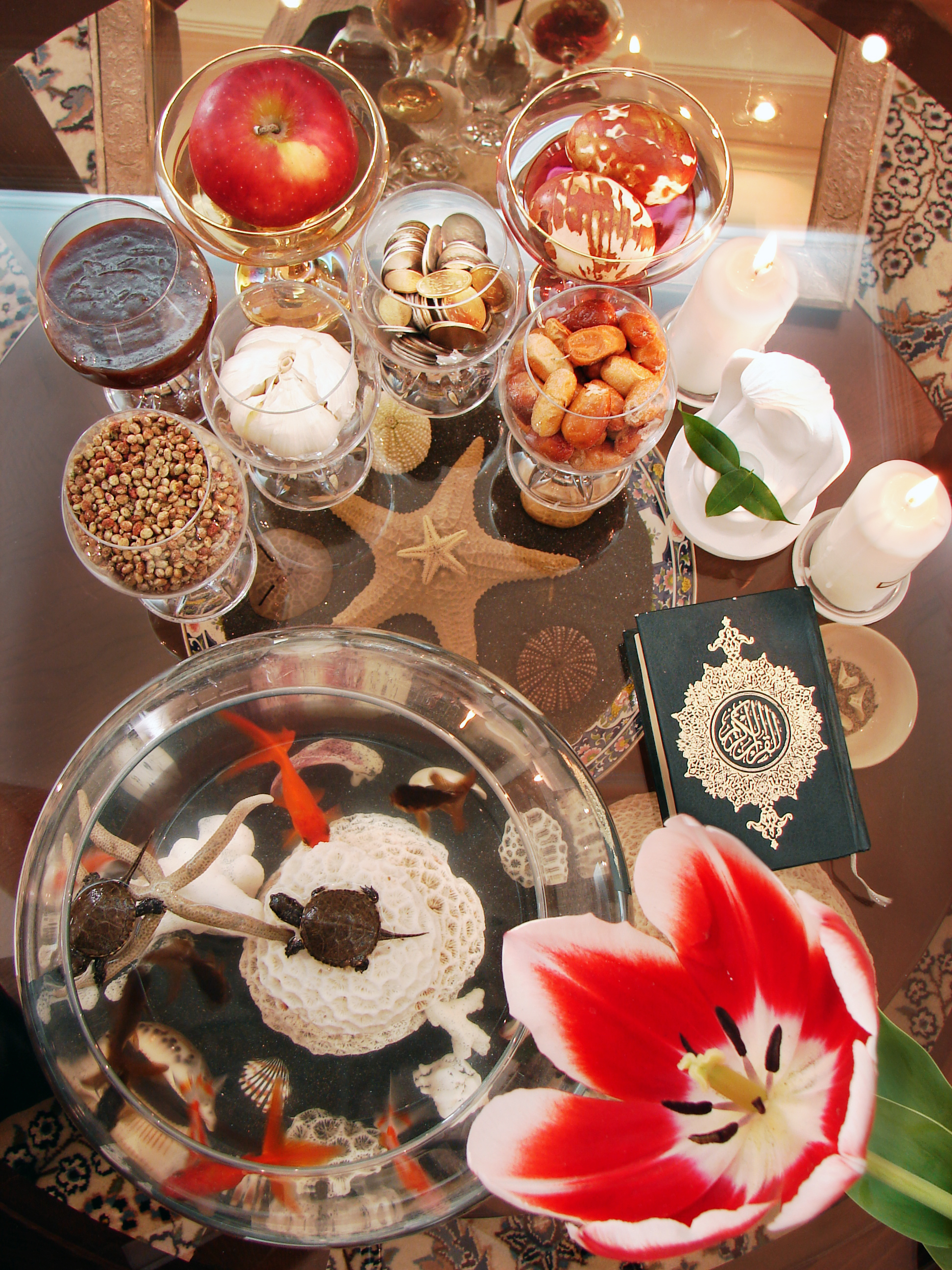
Fruits séchés d'olivier de Bohême (au-dessus de l'étoile de mer, à droite) En persan :Senjed (سنجد) utilisés lors du Norouz, fête iranienne, pour symboliser l'amour.

- Plante mellifère : les fleurs permettent une production d'environ 80 kg de miel par hectare ; la production de pollen est très moyenne cependant[15].
- Plante fructifère : les fruits sont comestibles. Sucrés, mais farineux, ils sont riches en lycopène[2],[5]. Ils sont souvent consommés séchés, ou cuits en marmelade ou en jus. En persan : Senjed (سنجد), ces fruits n’ont pas, en français, de nom connu. En traduisant ses noms anglais et bien que ce ne soit pas du tout de la même famille, on peut appeler ces fruits : « datte de Trébizonde », « olive russe », « olive perse ».
- Autres productions : cette espèce produit du bois de chauffe et de la gomme végétale[2],[16].
- Rétention du sol et formation de terre-pleins[2].

### Statut et conservation
Cette espèce a été officiellement déclarée comme plante invasive dans trois États des États-Unis (Colorado, Connecticut, Nouveau-Mexique).